# 朗維爾 (明尼蘇達州)
朗維爾（英語：Longville）是一個位於美國明尼蘇達州卡斯縣的城市。

## 人口
根據2020年美國人口普查的數據，朗維爾的面積為2.28平方千米，當中陸地面積為2.20平方千米，而水域面積為0.07平方千米。當地共有人口153人，而人口密度為每平方千米67人。